# Herb Jones
Herbert E. "Herb" Jones  (Atlanta, Georgia, 24 de enero de 1970 - 6 de diciembre de 2021) fue un jugador de baloncesto estadounidense. Campeón de liga ACB con el TDK Manresa en la temporada 1997-98.

## Trayectoria

### Universidad
Fue miembro del equipo de baloncesto masculino de la Universidad de Cincinnati, con el que llegó a la Final Four de la División I de la NCAA en 1992. Fue incluido en el Salón de la Fama de la UC en agosto de 2021.
Jugó dos años con los Bearcats, registrando un promedio de 17,1 puntos, 7,1 rebotes y 1,9 asistencias por partido, y liderando al equipo de la Final Four en anotaciones y rebotes.
Los Bearcats de la temporada 1991-92 antagonizaron con los Memphis Tigers, que eran liderados por el escolta Penny Hardaway. Entrenados por Bob Huggins, el equipo se destacó en el panorama universitario por su férrea defensa y presión en toda la cancha. 
Jones fue el único jugador en la historia de la UC en anotar al menos mil puntos en su carrera en solo dos temporadas en Cincinnati: terminó su participación en el equipo con 1,097 puntos y 475 rebotes.

### Profesional
Los primeros cinco años de su carrera profesional transcurrieron en la CBA, registrando también breves experiencias en las ligas de Francia, Argentina y Grecia. 
En 1997 fue fichado por el  TDK Manresa de la Liga ACB de España. Su aporte fue fundamental para que su equipo consiguiese el título en la temporada 1997-98, lo que le permitió obtener una extensión de contrato por un año más.
Posteriormente jugó en Italia y regresó al CB Ourense de la ACB como reemplazo de Aaron Swinson, con la misión de salvar al equipo del descenso (cosa que, finalmente, no pudo hacer).
Después de su temporada en el Trieste su carrera se desaceleró, por lo que se limitó a jugar esporádica y fugazmente fuera de su país en equipos de Portugal, Argentina y República Checa.
Falleció a los 51 años, el 6 de diciembre de 2021, a causa de un cáncer hepático y pulmonar.